# الصفاء (السوادية)

تعديل مصدري - تعديل

حارة الصفاء هي إحدى حارات مدينة السوادية أحد مدن محافظة البيضاء، بلغ تعداد سكانها 679 نسمة حسب تعداد اليمن لعام 2004.